# 硫化アリル
硫化アリル（りゅうかアリル、diallyl sulfide）は、2つのアリル基が硫黄原子に結合した構造を持つスルフィド。硫化ジアリルまたはジアリルスルフィドとも呼ばれる。天然にはタマネギや長ネギなどネギ科の植物やニラやラッキョウの成分として存在する。
常温ではニンニクの様な臭いのある無色透明の液体。刺激性。水に不溶で、エタノール・エーテル・クロロホルム等と混和する。
可燃性があり、引火点が 46°C であることから、消防法における危険物（第4類第2石油類、危険等級III）に当たる。また、化審法の対象物質（官報公示整理番号 2-471）に指定されている。

## 人体への影響

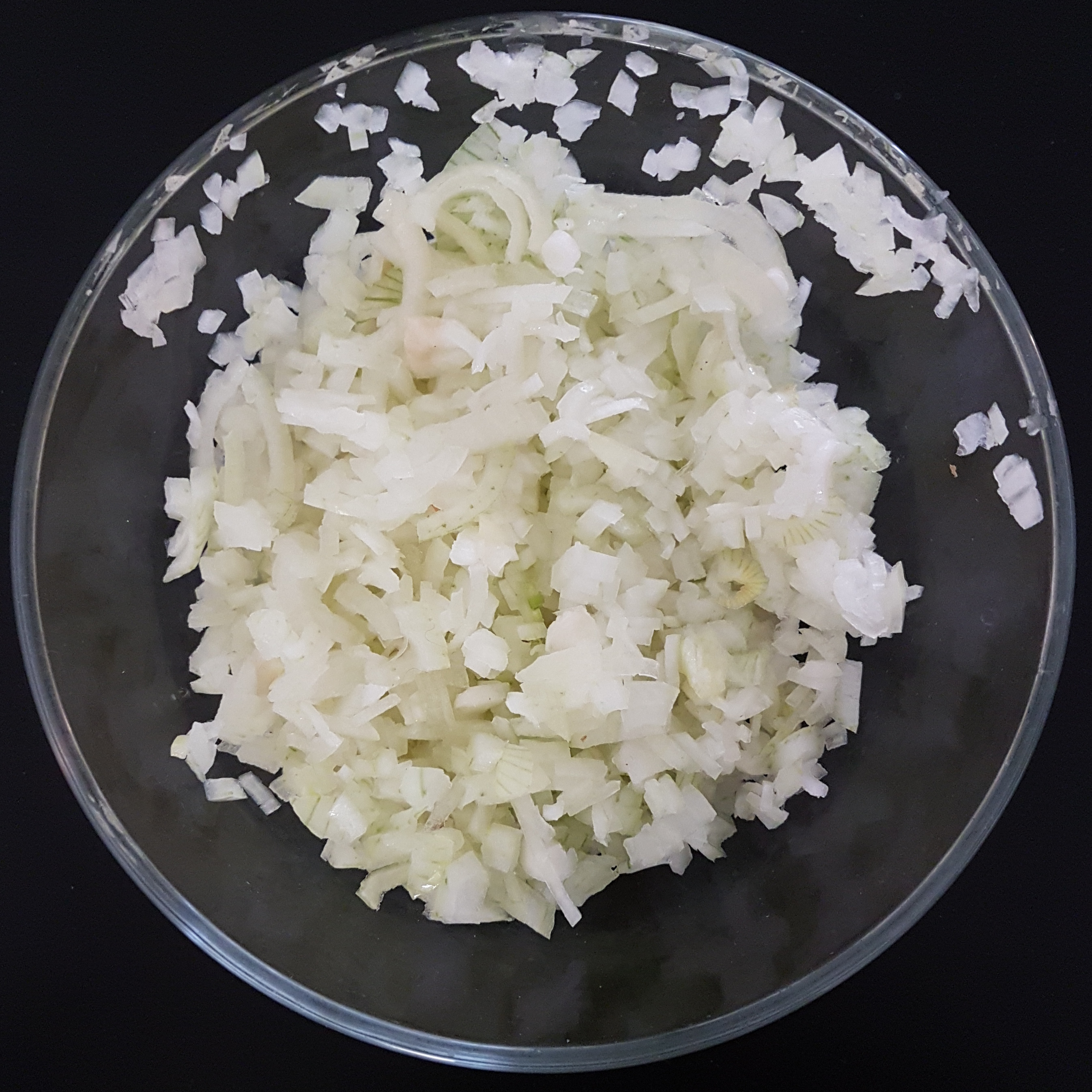
タマネギのみじん切り

人体にとっては、主に以下のような効能があるとされる。
- 血液凝固の抑制
- 抗菌作用
- 抗酸化性
- 消化・吸収の促進
- 解毒の補助
- 血中コレステロール低下
- 末梢血行善作用

一方、粘膜を刺激するため、目や鼻に入ると催涙作用がある。
腸内における硫化水素の発生源となり、屁に硫黄臭がまとう原因となる。